# Новгородская третья летопись
Новгородская третья летопись (Новгородская III летопись, НIIIЛ) — русская летопись, памятник новгородского летописания XVII века. Получила название третьей по тому порядку, в котором были опубликованы новгородские летописи при первом их издании.
Название летописи различается в разных списках: «Летописец Руской и Киевской», «Великоновгородский летописец. Сказание вкратце о скифех, и о славянех, о Русии, и о началех, и о здании Великого Новаграда, и о великих государех российских» и др. Памятник известен в 25 списках. Согласно исследованиям С. Н. Азбелева, Новгородская третья летопись имеет две редакции — пространную и краткую. Пространная включает два вида — первоначальный, который был составлен в 1674—1676 годах, но не сохранился, и окончательный, созданный в 1682 году или в ближайшие годы. В окончательный вид пространной редакции входят статьи, начиная от рассказа о происхождении славян до известия о поставлении в качестве патриарха новгородского митрополита Иоакима в 1674 году; до XVI века в тексте летописи преобладающими являются общерусские известия, затем — новгородские. Основной источник пространной редакции Новгородской третьей летописи — Новгородская Уваровская летопись, текст которой дополнили другие новогородские летописи. Краткая редакция включает пять групп списков и представляет собой извлечение из пространной редакции. Её списки также делятся на два вида, полный и сокращённый. Полный вид краткой редакции был создан в 1682—1690 годах, в него входят статьи от сообщения о введении христианства в Новгороде (989) до известия о нахождении на новгородской кафедре митрополита Иоакима (1674). Сокращённый вид отнесён к 1690—1695 годам, он также начинается известиями 989 года, но завершается текстом под 1676 годом о поставлении в качестве новгородского митрополита Корнилия. У некоторых списков краткой редакции имеется продолжение вплоть до 1722 года. Эта редакция характеризуется преобладанием новгородских известий. По мнению Азбелев, Новгородская третья летопись была создана новгородскими митрополитами; работа над была начата по инициативе Иоакима и продолжена при Корнилии и Иове.
В. В. Яковлев писал, что сравнение одного из списков Новгородской Уваровской летописи (список БАН) с Новгородской третьей летописью даёт другой взгляд на историю её создания. Возможно уточнить датировку Новгородской третьей летописи, пространная редакция которой возникла после 1692 года, а краткая была появилась не ранее конца XVII века. Отпадает гипотеза участия в создании памятника митрополита Иоакима, который уехал из Новгорода в 1674 году и умер в 1690 году. Сведений об участии других новгородских митрополитов в летописании Новгорода нет. Предположительно, именно список БАН составил основу пространной редакции Новгородской третьей летописи; известия данной редакции, которых нет в других списках Новгородской Уваровской летописи, имеются в приписках к основному тексту списка БАН. В связи с этим отпадает необходимость предположения о первоначальном виде пространной редакции Новгородской третьей летописи, выдвинутого Азбелевым с целью объяснить связь Новгородской Уваровской летописи по спискам ГИМ и ГПБ с Новгородской третьей летописью. Предположительно, пространной редакцией является дополненный список Новгородской Уваровской летописи или особый вид последней. Основная работа по дополнению списка БАН была произведена в 1680-е годы; большая часть дополнений позднее вошла в Новгородскую третью летопись. В это время список мог быть у новгородских книжников Никифора Клеткина и Максима Клеткина, предположительно имевших отношение к работе по созданию Новгородской третьей летописи; основная работа была проведена в церкви или монастыре, куда Максимом Клеткиным в 1689 году был передан список БАН; работа была продолжена в Зеленецком монастыре, где список оказался в 1696 году.
Новгородская третья летопись дважды публиковался по нескольким спискам краткой редакции. Эти издания были выполнены не лучшим образом и подвергались критике, но ими часто пользуются исследователи, в особенности для изучения новгородских архитектуры, топографии и церковной истории.
Значимым является вопрос связи Новгородской третьей летописи с Иоакимовской летописью, связанной с деятельностью B. Н. Татищева. Согласно выводу С. К. Шамбинаго, эти две летописи представляют собой варианты одного летописного свода. Но другими исследователями этот вывод не разделяется.